# Cây sồi Wallace (Torwood)
Cây sồi Wallace (tiếng Anh: Wallace Oak) là một cái cây ở Torwood, Scotland. Nó được cho là một phần của vùng rừng cổ thụ Torwood. Cây này đã gắn liền với nhà lãnh đạo độc lập của Scotland, William Wallace. Thân cây rỗng của nó được cho là nơi ẩn náu và chỗ ngủ của ông. Vào thế kỷ 17, cây đã được sử dụng để làm đồ lưu niệm do sự liên quan với Wallace. Đến năm 1830, nó được mô tả là bị ảnh hưởng nặng nề bởi việc chặt bỏ gỗ, chỉ còn một gốc cây. Lượng gỗ của cây còn rất ít trên mặt đất, rễ của nó cũng được đào lên để làm quà lưu niệm và cây đã chết vào năm 1835.

## Sự liên quan với William Wallace
Cây sồi này lớn lên trong khu rừng cổ thụ của Torwood. Nhà văn John Donald Carrick vào đầu thế kỷ 19 mô tả cái cây này "cổ kính hơn" bất kỳ cây nào ông từng thấy ở Scotland.
Nó được gọi là "Cây sồi Wallace", "Cây của Wallace" và "Cây sồi của Wallace" vì sự liên quan với nhà lãnh đạo độc lập của Scotland thế kỷ 13 – 14, William Wallace. Wallace được cho là đã rút lui về Torwood sau thất bại ở phía bắc của đất nước và ẩn mình trong thân cây rỗng của nó. Sau đó, cái cây được cho là đã trở thành nơi đóng quân của Wallace, người đã sử dụng lượng gỗ gần đó để giấu quân của mình, trong một số năm. Ở thời điểm này, cây được cho là có kích thước lớn, được mô tả là cây lớn nhất từng mọc ở Scotland và có thể cung cấp bóng mát cho hàng nghìn người.
Vào đầu thế kỷ 19, một mũi giáo cũ đã được tìm thấy cách cây sồi khoảng 9,1 m về phía tây, ở độ sâu 0,3 m. Mũi giáo có niên đại vào năm 1488, khi James III của Scotland chiến đấu với các quý tộc nổi dậy ở Torwood, hoặc thậm chí sớm hơn. Lâu đài Torwood được xây dựng gần vị trí của Cây sồi Wallace vào thế kỷ 16.

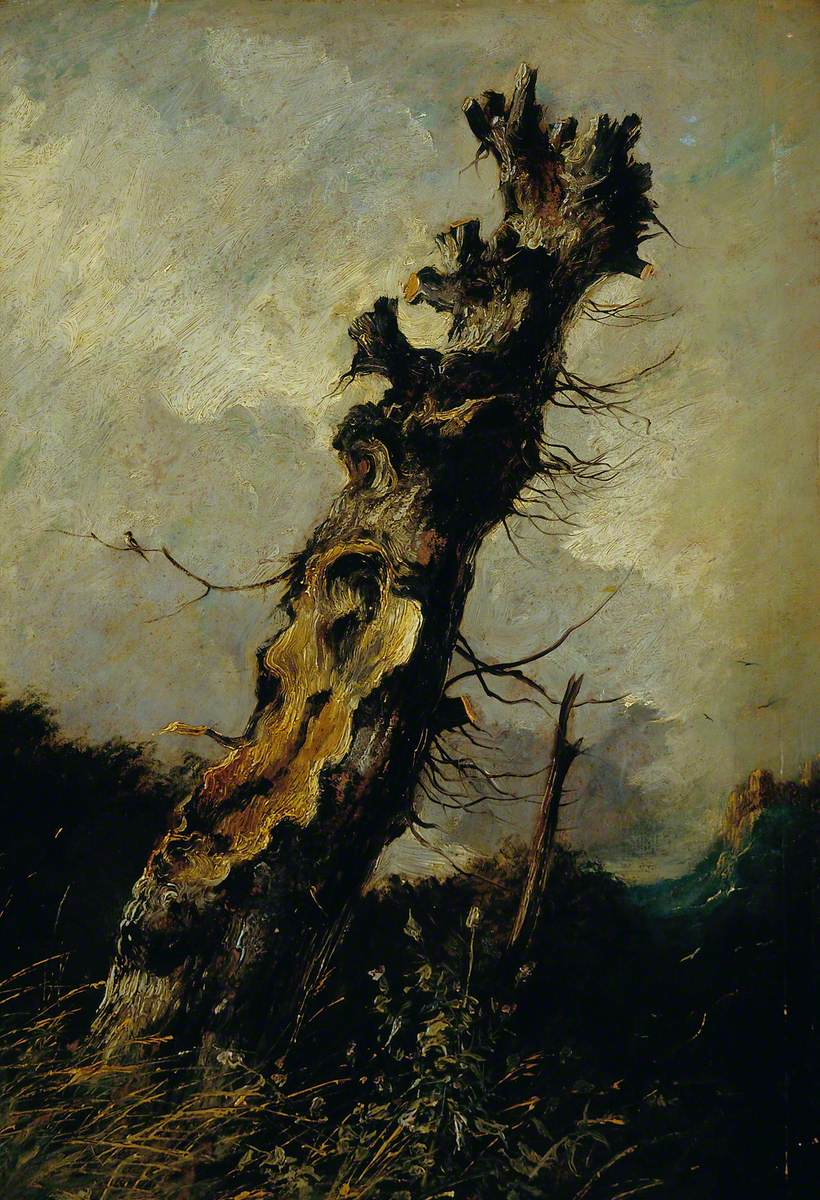
Cây sồi héo tàn bởi John Thomson

## Suy tàn và cái chết
Từ lâu, cái cây này đã trở thành mục tiêu săn lùng của giới săn đồ lưu niệm. Năm 1771, người ta đo được thân của Cây sồi Wallace có chu vi là 6,7 m. Trong cùng năm, nó được phác họa bởi Alexander Nasmyth, người miêu tả rằng nó đã suy tàn nhiều.
David Erskine, Bá tước thứ 11 của Buchan đã loại bỏ một phần gỗ từ cây sồi Wallace vào năm 1782 để làm một chiếc hộp đựng thuốc hít được tặng cho tổng thống Hoa Kỳ George Washington vào năm 1791. Bản thân cây sồi được mô tả là "hoàn toàn mục nát và rỗng" vào năm 1791.
Một chiếc cốc được làm từ gỗ của cây sồi Wallace vào năm 1795. Chiếc cốc này có dòng chữ: "Chiếc cốc này là một phần của cây sồi ở Torwood, thường là nơi trú ẩn của Wallace bất tử. Uống nước trong thứ này và đánh dấu bước chân của một anh hùng". Cây này được vẽ bởi John Thomson vào đầu những năm 1800. Vào thời điểm này, nó chỉ còn là một thân cây trơ trụi và bức tranh được Thomson đặt tên là Cây sồi héo tàn. Một hộp đựng thuốc hít được làm từ một số miếng gỗ còn sót lại vào năm 1822 và được tặng cho Vua George IV.
Vào đầu năm 1830, nó bị ảnh hưởng nặng nề bởi việc lấy gỗ. Thân cây chỉ còn cao 6,1 m. Không có cây nào khác gần đó.
Cái cây này đã chết vào năm 1835. Đến năm 1877, chỉ còn lại một số mảnh của thân cây, nhưng được cho là sẽ sớm biến mất vì chúng được thu thập làm quà lưu niệm.